# Jaime Paz Zamora
Pour les articles homonymes, voir Zamora (homonymie).
 (septembre 2023).
Si vous disposez d'ouvrages ou d'articles de référence ou si vous connaissez des sites web de qualité traitant du thème abordé ici, merci de compléter l'article en donnant les références utiles à sa vérifiabilité et en les liant à la section « Notes et références ».
Jaime Paz Zamora, né le 15 avril 1939 à Cochabamba, est un homme d'État bolivien, président de la République du 6 août 1989 au 6 août 1993 et vice-président de la République du 10 octobre 1982 au 14 décembre 1984 sous la présidence d'Hernán Siles Zuazo. Ancien séminariste ayant fait ses classes dans les mouvements gauchistes, il revient ensuite vers la social-démocratie et fonde en 1971 le Mouvement de la gauche révolutionnaire.
Néanmoins, sa présidence, soutenue par l'Action démocratique nationaliste, un parti conservateur dirigé par l'ex-dictateur Hugo Banzer Suárez, s'inscrit dans une tendance néolibérale qui caractérise l'ensemble de la politique bolivienne des 15 dernières années du 20e siècle.

## Biographie

### Premières années
Jaime Paz Zamora est né le 15 avril 1939 à Cochabamba, fils du général tarijénien Néstor Paz Galarza, cousin germain du président Víctor Paz Estenssoro, et de la tarijénienne Edith Zamora Pacheco.
Après des études à Sucre, Paz Zamora s'installe à Córdoba, en Argentine, pour y rejoindre l'ordre religieux rédemptoriste et étudier la philosophie et la théologie. Avant de recevoir les ordres sacerdotaux, il se retire de la vie religieuse. Des années plus tard, il obtient un diplôme en sciences sociales et politiques avec une mineure en relations internationales de l'Université catholique de Louvain, en Belgique.

### Fondation du MIR
À son retour en Bolivie, durant les années 1960, il enseigne la sociologie et les études internationales à l'Université de San Andrés. Il rejoint le Parti démocrate-chrétien, mais adopte rapidement des positions plus radicales. En 1971, il fonde le Mouvement de la gauche révolutionnaire (MIR), un parti dont les positions radicales le situent à gauche des partis communistes orthodoxes. Appuyé par une kyrielle d'organisations aux courants idéologiques variés, le MIR appelle à la « libération nationale » du pays face à l'impérialisme par la création d'un « bloc social révolutionnaire » composé de paysans, d'ouvriers et de groupes de la classe moyenne.
Durant la dictature de Hugo Banzer Suárez (1971-1978), le MIR, comme d'autres groupes de gauche, sont déclarés illégaux et persécutés, ce qui oblige Paz Zamora à vivre ces années en exil ou en clandestinité en Bolivie. Pour avoir organisé une campagne de résistance contre le régime de Banzer, il est emprisonné trois mois en 1974.
Le MIR est membre de l'Internationale socialiste et Paz Zamora en deviendra le vice-président.

### Vie politique
De 1978 à 1982, alors que le pays traverse une période de forte instabilité politique et économique, Paz devient une figure ascendante de la vie politique bolivienne. Il procède à la transformation du MIR au sein d'une alliance modérée de centre gauche, l'Union démocratique et populaire (UDP). Cette alliance obtient des majorités lors des élections générales de 1979 et 1980, mais ne réussit à prendre le pouvoir en raison notamment d'une succession de coups d'État qui surviennent peu après ces élections. À ces deux élections, Paz est candidat vice-présidentiel aux côtés du chef de l'aile gauche du Mouvement nationaliste révolutionnaire (MNR) et candidat présidentiel, Hernán Siles Zuazo. Lors de la campagne électorale de 1980, il échappe à la mort lorsque le petit avion dans lequel il se trouve avec quatre autres dirigeants de l'UDP s'écrase tout de suite après son décollage. Il sera le seul survivant et en gardera des cicatrices – notamment au visage – toute sa vie. En janvier 1981, huit dirigeants du MIR sont torturés et tués par le régime de Luis García Meza. 

#### Vice-présidence de la République
En octobre 1982, le régime militaire est contraint d'accepter le résultat des élections générales de 1980, vu la contestation populaire et les conditions économiques difficiles. Le président d'alors, Guido Vildoso Calderón, choisit de ne pas convoquer de nouvelles élections et de considérer celles de 1980 comme valides. L'UDP prend les rênes du pays, dirigée par Hernán Siles Zuazo comme président puis par Paz Zamora comme vice-président. 
Des dissensions apparaissent rapidement dans la coalition qu'est l'UDP. En janvier 1983, seulement trois mois après leur entrée en fonction, démissionnent tous les ministres issus du MIR, en raison de désaccords sur la politique économique. Paz Zamora demeure vice-président jusqu'en décembre 1984, moment où il démissionne également pour se présenter comme candidat présidentiel aux élections générales de 1985. À ce moment, les anciens clivages au sein du MIR ressurgissent et le parti se scinde en trois mouvements. Paz Zamora devient le dirigeant incontesté du MIR, désormais un parti social-démocrate et populiste dénué de toute tendance marxiste.
Aux élections générales de juillet 1985, Paz termine troisième avec 10 % des voix. Son oncle et rival, Víctor Paz Estenssoro du Mouvement nationaliste révolutionnaire (MNR), est élu trois semaines plus tard par le Congrès via un scrutin indirect. Paz Zamora et le MIR mènent ensuite une opposition modérée à ce gouvernement qui avait entamé un programme d'austérité économique dans un pays frappé par l'hyperinflation et une grave augmentation de sa dette extérieure, au prix fort pour les mineurs, ouvriers et populations urbaines défavorisées.
Vers 1986, le gouvernement américain commence à se préoccuper sérieusement de l’expansion de la culture de la coca dans le Chapare, mais le président Jaime Paz Zamora refuse de pénaliser la coca, et revendique une compréhension historique et souveraine du problème, il organise la « diplomatie de la coca », sous le slogan « la coca n’est pas la cocaïne ». Dans les années qui suivent, plusieurs des dirigeants de son parti, le MIR, sont convaincus de narcotrafic et de liens avec les parrains boliviens, arrêtés et condamnés par la justice américaine.

#### Élection à la présidence
Lors des élections de mai 1989, son parti, le MIR, arrive en troisième position avec 21,8 % des voix. Sa campagne fait état de peu de divergences idéologiques avec celles de ses deux adversaires conservateurs. Il appelle à la création d'une « nouvelle majorité » et cherche à véhiculer une image jeune et dynamique. À l'occasion d'un second tour, les membres du Congrès doivent élire via scrutin indirect les président et vice-président de la république, parmi les trois binômes ayant obtenu le plus de voix. Il s'allie avec le général Hugo Banzer Suárez (Action démocratique nationaliste (ADN), droite) qui est arrivé en deuxième position avec 25,2 % des voix. Cette alliance lui est nécessaire pour écarter Gonzalo Sánchez de Lozada (MNR, centre-droit) qui est arrivé en tête avec 25,6 % des voix et ainsi être élu président de la république. L'entente de coalition avec l'ADN prévoit que Luis Ossio Sanjinés, figure de ce parti, occupera la fonction vice-présidentielle. Le MIR obtient donc la majorité des portefeuilles ministériels, bien que plusieurs soient laissés à l'ADN.
Cette élection de Jaime Paz Zamora fut la surprise de ces élections, comme le « mariage de la carpe et du lapin » ; en effet, le général Hugo Banzer est un homme de la droite conservatrice, qui fut dictateur de 1971 à 1978. Tous les deux s'étaient férocement combattu dans les années 1970, et en 1980, Jaime Paz Zamora avait même par miracle échappé à un mystérieux accident d'avion. En 1985, il avait mobilisé toutes les forces de gauche pour empêcher l'élection à la présidence du général Hugo Banzer.
Au sujet de cette insolite cohabitation, Jaime Paz Zamora a déclaré : « Il faut distinguer entre ce que j'appelle le pays - campement où les intérêts étrangers agissent sans frein et le pays - projet national où l'on se soucie des intérêts boliviens ».

#### Présidence
Une fois au pouvoir, le gouvernement de Paz Zamora prend un tournant libéral-conservateur et délaisse pratiquement toute politique d'interventionnisme étatique mise en place depuis la révolution de 1952. Il poursuit les politiques économiques néolibérales amorcées par son prédécesseur, Víctor Paz Estenssoro, et élaborées par l'économiste Jeffrey Sachs. Les objectifs premiers sont la réduction de la dette extérieure, la recherche d'investissements miniers et industriels au pays et la privatisation d'entreprises publiques, notamment les compagnies aériennes et ferroviaires nationales. De nouvelles lois libéralisant les investissements étrangers sont votées. Paz Zamora demeure déchiré entre les exigences de son allié conservateur, l'ADN, et les protestations des syndicats, des petits commerçants et des paysans contre la « capitulation » de la Bolivie. Face à ces récriminations, il doit parfois reculer.
Paz Zamora reprend également un thème cher au nationalisme bolivien, l'accès à l'océan Pacifique. En effet, la Bolivie est enclavée depuis 1884, année où elle perd des territoires au profit du Chili, à la suite de la guerre du Pacifique. En 1989, à la suite de négociations bilatérales avec le président péruvien, Alan García, Paz Zamora obtient de celui-ci l'assurance que le Pérou ne s'opposera pas à d'éventuelles négociations amorcées par la Bolivie avec le Chili afin d'obtenir un accès à la mer, et ce, malgré le traité de 1929 entre le Chili et le Pérou qui stipule que Santiago ne négociera pas un territoire autrefois péruvien et conquis pendant la guerre sans le consentement de Lima. La concession offerte par García est aussitôt rejetée par Santiago.
Malgré une désapprobation populaire notable, Paz Zamora accepte, face à des menaces économiques de la part des États-Unis, l'introduction de soldats américains sur le territoire bolivien afin de former les forces armées du pays dans leur lutte contre la drogue, soit principalement la culture de la coca. Il résiste longtemps à cette permission accordée aux États-Unis, arguant qu'une intervention militaire serait inefficace et risquerait de saper le fragile contrôle civil sur l'armée bolivienne. Cette décision attisera le sentiment anti-américain dans le pays. Les responsables des forces armées boliviennes finissent par exiger l'expulsion des agents américains de la lutte contre la drogue.
Lors des élections générales de 1993, la coalition MIR-ADN formée pour contrer le MNR dirigé par Gonzalo Sánchez de Lozada est battue par ce parti qui obtient 34 % des voix, soit 14 % de plus que la coalition.  

### Après la politique
Pour contrer le Mouvement vers le socialisme et son candidat Evo Morales, il s'allie au multimillionnaire Gonzalo Sánchez de Lozada lors des élections générales de 2002.